# Mus cervicolor
Mus cervicolor (Миша жовтувато-коричнева) — вид роду мишей (Mus).

## Поширення
Країни поширення: Камбоджа, Індія, Лаос, М'янма, Непал, Пакистан, Шрі-Ланка, Таїланд, В'єтнам. Зустрічається від рівня моря до приблизно 2000 м над рівнем моря.

## Екологія
Це нічний, риючий, а іноді й наземний вид. Зустрічається у всіх типах середовищ існування, крім пустель, часто на високих луках поблизу річок. Був виявлений на зрошуваних та оброблюваних полях. Цей вид часто симпатричний з Mus caroli. 